# Аґео

35°58′39″ пн. ш. 139°35′36″ сх. д. / 35.97750° пн. ш. 139.59333° сх. д.
Аґео́ (яп. 上尾市, あげおし, МФА: [ageo ɕi̥]) — місто в Японії, в префектурі Сайтама.

## Короткі відомості
Розташоване в східній частині префектури. Виникло на основі середньовічного постоялого містечка на Середгірському шляху. Особливого розвитку набуло після Другої світової війни. Основою економіки є комерція, виробництво електротоварів. Станом на 1 жовтня 2008 площа міста становила 45,55 км². Станом на 1 січня 2009 населення міста становило 222 973 осіб.

## Уродженці
- Норімацу Рука (* 1996) — японська футболістка.